# Kan Mi-youn
Pour les articles homonymes, voir Kan (homonymie).
Dans ce nom coréen, le nom de famille, Kan, précède le nom personnel.
 (août 2009).
Si vous disposez d'ouvrages ou d'articles de référence ou si vous connaissez des sites web de qualité traitant du thème abordé ici, merci de compléter l'article en donnant les références utiles à sa vérifiabilité et en les liant à la section « Notes et références ».
Kan Mi-youn (hangeul : 간미연, hanja : 簡美妍), née le 25 février 1982 à Séoul, est une chanteuse sud-coréenne. Elle était la chanteuse leader de Baby V.O.X, un groupe de filles très populaire en Asie orientale, de 1997 à 2006. Après la dissolution du groupe, elle a continué sa carrière musicale en solo.

## Biographie
- Nom, Prénom : Kan, Mi-youn, hangeul : 간미연, hanja : 簡美妍
- Surnom : Nourriture des moustiques, lapin malade
- Date de naissance : 25 février 1982 (2 février 1982 selon le calendrier lunaire)
- Lieu de naissance : Séoul, Corée du Sud
- Taille : 170 cm
- Poids : 46 kg
- Groupe sanguin : O
- Religion : Athée
- Membres de la famille : père, mère, un grand frère
- Formation : Kyonggi University, Faculté de multimédia, Bachelor's degree

## L'époque de Baby V.O.X.
Grâce à son talent musical et à sa beauté, Kan était le membre le plus aimé par les fans de groupe. Sa gentillesse, sa sincérité et son sens de l'humour étaient aussi très appréciés.

## Solo
Après avoir publié son premier album solo Refreshing le 15 septembre, 2006 dans son pays, Kan a poursuivi sa carrière en Chine. Elle a gagné une compétition musicale des professionnels à la fin de l'année 2007 et publié son album Refreshing en version chinoise en janvier 2008.

## Discographie

### Albums
| - 2006 Refreshing (version coréenne) 1. 어쩌라고 2. 옛날여자 3. 그 앤 너에게 반하지 않았어 4. 눈물이 널 그려 5. 하얀 눈이 내리면 6. Go 7. Kiss 8. Don't touch 9. 그 사람을 찾아주세요 10. 그게 다야? 11. 이별의 춤 12. 옛날 여자 remix(가재발 Remix) | - 2008 Refreshing (version chinoise) 1. 女人心（昔日女子中文版） 2. Kiss（中文版） 3. 何日君再来（如何是好ballad版） 4. 昔日女子 5. 如何是好 6. 他没有看上你 7. 眼泪刻画得你 8. 下雪 9. Go 10. Kiss Kiss 11. Don’t touch 12. 帮我找到那个人 13. 仅此而已 14. 离别的舞 15. 昔日女子 16. 何日君再来（如何是好remix版） 17. 如何是好 |

### Singles
- 2010 미쳐가 (feat. Lee Joon & Mir (MBLAQ) (coréen)
- 2007 Winter (coréen)

1. 하얀 겨울
2. 혼자만의 겨울

- 2008 Growing of my heart (coréen)
- 2008 陷入爱里面 (chinois, feat. Yu Haoming)
- 2008 希望（chinois，feat. Wei Chen, Li Seung Hyun, Take）

## Récompenses
- 2007 Festival de musique universitaire en Chine : La chanteuse étrangère la plus populaire
- 2007 Compétition de chant "Mingshengdazhen" : la gagnante
- 2007 Internationl Entertaiment Online : The best upcoming Korean female Star
- 2006 International audiovisul exposition of China: Special Award
- 2004 15e Seoul Music Awards : Hallyu Award
- 2003 Korean Music Awards : la meilleure chanteuse
- 2002 SBS Music Awards : Representative Award
- 2001 Award Model Line : Best Dressed Singer
- 1999 10e Seoul Music Awards : la meilleure chanteuse
- 1998 SBS Music Award 'Rookie of the Year'